# Bundeswahlkreis Paterson
Koordinaten: 32° 24′ S, 151° 55′ O

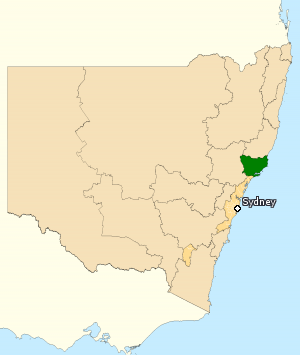
Lage des Wahlkreises in New South Wales.

Der Bundeswahlkreis Paterson ist ein Wahlkreis (englisch electoral division) für die Wahl eines Abgeordneten des australischen Repräsentantenhauses. Er liegt im Bundesstaat New South Wales. Der Wahlkreis umfasst das Gebiet zwischen dem Hunter Valley im Süden, dem Manning River im Norden und der Great Dividing Range im Westen.
Er wurde nach dem australischen Schriftsteller und Journalisten Andrew Barton Paterson benannt und 1949 gegründet.
In seiner ersten Phase bestand er bis 1984. Im Jahre 1992 wurde er, mit leichten Veränderungen in der Gebietsgröße, wiederhergestellt.

## Bisherige Abgeordnete
| Zeitraum: 1949–1984  | Zeitraum: 1949–1984          | Zeitraum: 1949–1984 |
| Name                 | Partei                       | Amtszeiten          |
| -------------------- | ---------------------------- | ------------------- |
| Allen Fairhall       | Liberal Party of Australia   | 1949–1969           |
| Frank O’Keefe        | Country Party                | 1969–1975           |
| Frank O’Keefe        | National Country Party       | 1975–1982           |
| Frank O’Keefe        | Nationale Partei Australiens | 1982–1984           |
| Zeitraum: 1993–heute |                              |                     |
| Name                 | Partei                       | Amtszeiten          |
| Bob Horne            | Australian Labor Party       | 1993–1996           |
| Bob Baldwin          | Liberal Party of Australia   | 1996–1998           |
| Bob Horne            | Australian Labor Party       | 1998–2001           |
| Bob Baldwin          | Liberal Party of Australia   | 2001–2016           |
| Meryl Swanson        | Australian Labor Party       | 2016–               |